# محمدعلی نظام مافی
محمدعلی‌خان مافی ملقب به سالار معظم و نظام‌السلطنه (۱۳۰۰ق - ۱۳۵۹ شمسی) سیاست مدار، نماینده مجلس، وزیر دادگستری و سناتور دوران پهلوی و قاجار و از ملاکان ثروتمند ایران، از جمله مالک جنت‌آباد تهران بود.
در ۱۳۰۰ قمری (۱۲۶۱ یا ۱۲۶۲ خورشیدی) به دنیا آمد. تحصیلاتش را در ایران آغاز کرد و در سن پترزبورگ روسیه در رشته حقوق ادامه داد و پس از بازگشت به ایران به تدریس در مدرسه سیاسی مشغول شد، مدتی نیز حاکم بوشهر و بنادر جنوب بود.
پس از آن‌که با مرگ عموی پدرش حسینقلی خان نظام‌السلطنه مافی لقب او به پدرش رسید، لقب پدرش را که سالار معظم بود گرفت. در انتخابات دوره سوم مجلس شورای ملی از خرم‌آباد به نمایندگی انتخاب شد، اما پیش از آن‌که به مجلس برسد، با پیش‌رویِ ارتش روسیه به سوی تهران در جریان جنگ جهانی اول، مجلس تعطیل شد. شماری از نمایندگان به کرمانشاه مهاجرت کردند و پدر او، رضاقلی خان نظام‌السلطنه مافی با حمایت آلمان و عثمانی «حکومت ملی» در این کشور برپا کرد و سالار معظم را وزیر خارجه‌اش کرد.
در سال ۱۳۰۰ خورشیدی پدرش والی خراسان شد و او نیز در انتخابات دوره چهارم مجلس شورای ملی به نمایندگی از حوزه انتخابی تون (فردوس) و طبس انتخاب شد، اما هنگام طرح اعتبارنامه‌اش در مجلس (شانزدهم خرداد ۱۳۰۱) به او اعتراض شد که در حوزه انتخابیه‌اش معروفیتی ندارد و با اِعمال نفوذ پدرش انتخاب شده است. با این حال اعتبارنامه‌اش به تصویب رسید.
محمدعلی‌خان در پی مرگ پدرش در سال ۱۳۰۲ لقب نظام‌السلطنه گرفت. پس از روی کار آمدن رضاشاه در دوره ششم مجلس به نمایندگی بوشهر رسید، اما با پایان این دوره از سیاست کناره گرفت و به رسیدگی به املاک خود مشغول بود تا این‌که در اول تیر ۱۳۲۷ عبدالحسین هژیر او را به عنوان وزیر دادگستری کابینه خود به مجلس معرفی کرد.
نظام‌مافی تنها حدود سه ماه وزیر دادگستری بود و سال بعد با تشکیل نخستین دوره مجلس سنا، سناتور انتخابی خوزستان شد. در سال ۱۳۳۱ که دکتر مصدق در صدد انحلال مجلس سنا برآمد و از ورود سناتورها به مجلس جلوگیری کرد، این مجلس در خانه او تشکیل می‌شد. در دوره بعد هم سناتور خوزستان بود.

## بیمارستان نظام‌مافی شوش
نظام‌مافی از ملاکین تراز اول ایران بود. روستای مهرآباد که فرودگاه در آن ساخته شد، ملک خانوادگی‌اش بود. او همچنین در سال ۱۳۲۳ خورشیدی روستای جنت‌آباد تهران را از مالک آن مریم کشاورزی خریداری کرد.
نظام مافی آثار خیریه زیادی نیز برجای گذاشت، از جمله بیمارستانی برای شهر شوش در سال ۱۳۵۲ بود که تا آن زمان بیمارستان نداشت. این بیمارستان در زمینهایی به وسعت حدود چهار هکتار در مجاورت روستای عمله تیمور با زیربنای اولیه ۲۵۰۰ مترمربع ساخته شد که علاوه بر بخشهای درمانی و زایشگاه، دارای خانه‌های سازمانی برای سکونت کارکنانش نیز بود. این بیمارستان به نام خود او نامگذاری و اداره اش به جمعیت شیر و خورشید سرخ سپرده شد.
بیمارستان نظام مافی در دوران جنگ ایران و عراق به دلیل نزدیکی به خطوط مقدم نبرد، نقش مهمی بویژه در عملیات فتح‌المبین ایفا کرد. اولین بانوی پرستار که در جنگ ایران و عراق کشته شد (مرضیه شیروانی) از پرسنل همین بیمارستان بود.

## کتاب
زندگینامه او تحت عنوان در اندیشهٔ عمر در دو جلد و توسط نشر تاریخ ایران به کوشش منصوره اتحادیه و  خدیجه نظام مافی به منتشر شده است.